# Christian Roy
 (novembre 2022).
Il peut être nécessaire de l'améliorer pour respecter le principe de neutralité de point de vue. Veuillez consulter la page de discussion pour plus de détails.

Pour les articles homonymes, voir Roy.
Christian Roy est docteur en génie chimique et entrepreneur québécois, spécialisé dans le domaine de la pyrolyse. Il est le fondateur de Pyrovac, une entreprise axée sur la R&D pour la valorisation des résidus de  biomasses agricole et forestière, des rebuts plastiques et de pneus usés.

## Biographie
Il est né le 28 février 1951 à Montréal.
Il revient ensuite à l’Université de Sherbrooke pour compléter son doctorat en 1981. Sa thèse portait le titre « Étude de la décomposition thermique sous vide de la tourbe en présence d'additifs métalliques et modèle cinétique de la formation des gaz pyrolytiques ».[source insuffisante]

## Carrière académique
Durant sa carrière de professeur, il a dirigé une cinquantaine d’étudiants gradués à la maîtrise et au doctorat et rédigé plus de 200 articles scientifiques.[source insuffisante]

## Carrière entrepreneuriale
Parallèlement à sa charge de professeur, il fonde Pyrovac en 1988, une entreprise de R&D destinée à développer de nouvelles technologies dans le domaine environnemental et dans celui des énergies renouvelables.[réf. à confirmer]

### Expert en pyrolyse
Christian Roy agit à titre d’expert en pyrolyse pour plusieurs entreprises et organismes internationaux. Il participe également à des comités d'arbitrage et à des jurys pour des journaux scientifiques et des thèses universitaires, en plus d’être demandé comme examinateur externe pour analyser des projets susceptibles de recevoir des bourses et des subventions.[réf. à confirmer]

### Affiliations
- Ordre des Ingénieurs du Québec[6],[7]

## Bourses et Distinctions
- 2002 - Bourse de recherche Killam du Conseil des arts du Canada[8],[9]
- 1994 - Bourse E. W. R. Steacie du Conseil de recherches en sciences naturelles et en génie du Canada[10][source insuffisante]
- 1990 - Prix Albright and Wilson Americas de l'Institut de chimie du Canada[11],[12],[13]
- 1989 - Distinction pour réalisation exceptionnelle par un jeune ingénieur du Conseil canadien des ingénieurs[14][réf. à confirmer]